# Jessie Pengilly
Jessie Eunice Pengilly (geboren 13. August 1918 in Subiaco City; gestorben 27. Mai 1945 in Perth) war eine australische Radrennfahrerin, die mehrere Weltrekorde aufstellte.

## Leben und Karriere
Pengilly wurde in Subiaco, nahe der westaustralischen Metropole Perth, geboren und lebte anschließend auf der Fair View Farm in Kellerberrin, dem Hauptort der LGA Kellerberrin Shire im westaustralischen Wheatbelt. 1930 veröffentlichte die Sunday Times (Sonntagsausgabe der Zeitung The West Australian) zwei Kurzgeschichten der damals Elf- beziehungsweise Zwölfjährigen.
Mit dem Radsport begann Pengilly 1937 und entwickelte bald eine Vorliebe für Straßenrennen. Sie erwies sich als überaus talentiert und stellte bereits bald Rekorde auf regionaler und nationaler Ebene auf. Überdies erzielte sie in den späten 1930er und frühen 1940er Jahren drei Weltrekorde (über 50, 75 und 100 Meilen), ehe der Radsport in Australien kriegsbedingt stark zurückgefahren wurde.
Daneben erzielte Pengilly mehrere Streckenrekorde in Westaustralien. Besonders erwähnenswert ist ihr Rekord für die Strecke von Perth nach York (60 Meilen, entspricht 97 Kilometer), den sie am 26. Juli 1940 aufstellte. Obwohl sie bei heftigem Wind und zeitweise starkem Regen fuhr und zudem einen Reifendefekt erlitt, konnte sie die alte Bestzeit um über 29 Minuten auf 2:55:45 Stunden verbessern. Sie fuhr dabei ein von Oscar Egg entworfenes Rad mit Kettenschaltung.
Pengilly, die zuletzt bei Bushells, einem Kaffeeverkäufer in Fremantle, angestellt war, starb 1945 im Alter von 26 Jahren bei einem Autounfall in der Nähe der Swan Brewery in Perth. Der Sportwagen, in dem sie als Beifahrerin saß, kam bei regennasser Fahrbahn beim Überqueren von Straßenbahnschienen ins Rutschen und kollidierte mit einem entgegenkommenden Lastwagen. Zum Zeitpunkt ihres Todes hielt sie 3 Weltrekorde sowie 17 australische und 23 westaustralische Rekorde.

## Weltrekorde
- 50 Meilen: 2:00:50 h
- 75 Meilen: 3:07:33 h
- 100 Meilen: 4:13:50 h

Alle diese drei Weltrekorde wurden am 13. September 1940 offiziell anerkannt.